# V4998 Sagittarii
V4998 Sagittarii là một sao biến quang lam sáng (LBV) trong chòm sao Nhân Mã. Nằm cách hệ Mặt Trời khoảng 25.000-26.000 năm ánh sáng (8.000 pc), ngôi sao này có vị trí cách cụm bùng nổ sao gọi là cụm Bộ Năm khoảng 7 pc (23 năm ánh sáng). Nó có một tinh vân phun trào có đường kính trên 0,8 pc, được hình thành từ 5.000-10.000 năm trước thông qua các vụ phun trào lớn. Sao có khối lượng lớn tương đương với sao Pistol và độ sáng của ~ 4,000,000 lần Mặt Trời. Điều này đặt ngôi sao này vào danh sách những ngôi sao nặng nhất và sáng nhất đã biết.

## Lịch sử quan sát

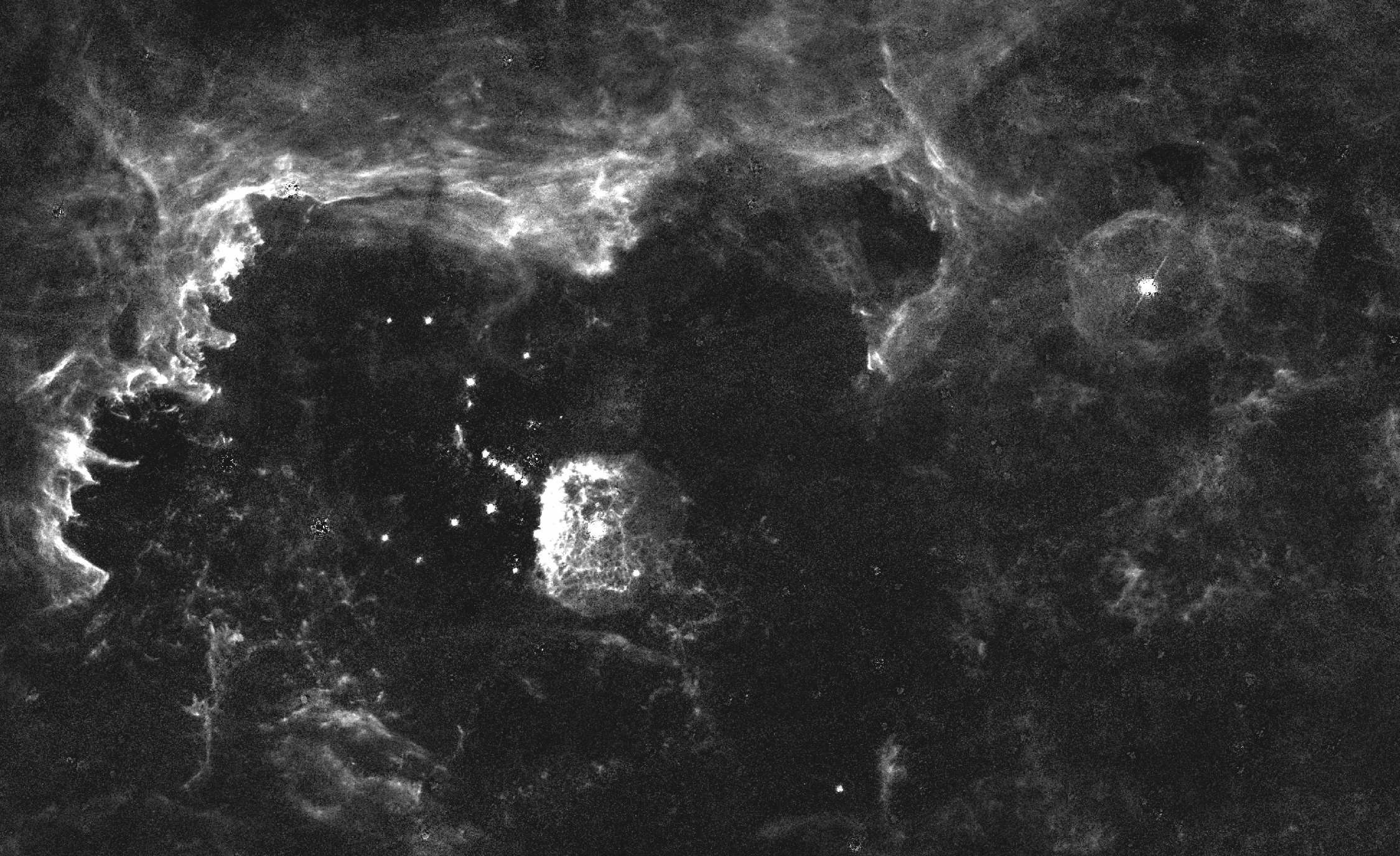
Khu vực cụm Bộ Năm với tâm là sao Súng Lục và V4998 Sgr ở trên cùng mé bên phải.

Ngôi sao này lần đầu tiên được phát hiện trong một cuộc khảo sát năm 1993 để tìm kiếm các nguồn sáng hồng ngoại gần trong phạm vi 0,55°2 của phần trung tâm Ngân Hà. Cuộc khảo sát này sử dụng các đo đạc quang trắc 1–20 μm và sử dụng một thiết bị dò InSb hai kênh trên kính thiên văn ANU 1 mét ở Úc. 50 thiên thể đã được nhắm làm mục tiêu và hầu hết trong số chúng có cấp sáng nhiệt xạ dưới -5. Bản thân ngôi sao này đã được quan sát vào tháng 5 năm 1987. Vị trí của nó, cấp JHKLNMQ, xích kinh, xích vĩ, và sự hấp thụ silicat đã được ghi lại. Cuộc khảo sát được Tetsuya Nagata, A. R. Hyland, S. M. Straw, Shuji Sato và Kimiaki Kawara thực hiện. Cuộc khảo sát này đặt tên cho ngôi sao này là NHS93 22, với NHS là các chữ cái đầu tiên trong họ của ba nhà khoa học chỉ đạo cuộc khảo sát (Nagata, Hyland và Straw); 93 biểu thị năm phát hiện; và 22 chỉ ra rằng đó là ngôi sao thứ 22 được quan sát.
Quan sát tiếp theo được khảo sát 2MASS thực hiện, diễn ra vào giai đoạn năm 1997-2001. Ngôi sao được đặt tên là 2MASS J17460562-2851319 và vị trí của nó, độ sáng và JHK được lập danh lục. Sau đó, ngôi sao được quan sát trong khảo sát năm 2001 gọi là "Nghiên cứu sao biến quang chu kỳ dài gần Trung tâm Ngân Hà". Khảo sát này đặt tên cho ngôi sao là GMC2001 10-1, GMC tương ứng với Glass, Matsumoto và Carter. V4998 Sagittarii đã được Danh lục sao biến quang tổng quát (GCVS) quan sát năm 2003 và được định danh là V4889 Sagittarii, V cho biết rằng nó là một sao biến quang và 4889 biểu thị số sêri của nó. Nó được Camera Mảng Hồng ngoại trên Kính viễn vọng Không gian Spitzer quan sát trong cuộc khảo sát năm 2008 bao phủ 2,0 × 1,4 độ (280 × 210 pc) và được đặt tên là SSTGC 595621. Nó cũng được quan sát trong khảo sát hồng ngoại gần năm 2009 nhắm vào Trung tâm Ngân Hà. Ngôi sao được định danh MKN2009 trong cuộc khảo sát đó, MKN là chữ cái đầu tiên trong họ của ba nhà khoa học chỉ đạo (Matsunaga, Kawadu và Nishiyama) còn 2009 liệt kê năm khảo sát.
Một cuộc khảo sát chụp hình băng tần hẹp khu vực trung tâm Ngân Hà được camera hồng ngoại gần và quang phổ kế đa mục tiêu (NICMOS) của Kính viễn vọng Không gian Hubble (HST) thực hiện, đã tiết lộ LBV G0. 120-0.048 như là một nguồn Paschen-alpha (Pα) mạnh, mạnh hơn nguồn Pα của sao Súng Lục. Ngôi sao này được một nhóm các nhà thiên văn học chọn để nghiên cứu quang phổ học là vì nguyên nhân này. Cuộc khảo sát được thực hiện năm 2010 xác nhận ngôi sao này là một sao biến quang lam sáng và được đặt tên là LBV G0.120-0.048, LBV có nghĩa là sao biến quang lam sáng và G0.120-0.048 là các tọa độ Ngân Hà của nó. Thông qua sử dụng chụp hình ảnh Pα người ta cũng thấy rằng ngôi sao này có một tinh vân phun trào lớn với đường kính trên 0,8 pc, được nó đẩy ra từ 5000-10.000 năm trước thông qua các vụ phun trào lớn. Quang phổ của ngôi sao này đã được nghiên cứu và người ta thấy rằng quang phổ của nó tương tự như của sao Súng Lục nên suy ra khối lượng của nó là tương tự như sao Súng Lục. Tỷ lệ tiêu quang cũng được đo đạc và thu được độ sáng khoảng 4.000.000 lần L☉. Nó cũng có một tên gọi khác là MNC2010, với MMC là chữ cái đầu tiên trong họ của ba nhà khoa học chỉ đạo cuộc khảo sát là Mauerhan, Morris và Cotera. Cuộc khảo sát này diễn ra năm 2010, vì thế mà có tên MMC2010. Năm 2011, một cuộc khảo sát do Dong, Wang và Cotera chỉ đạo đã vươn tới các ngôi sao ở trung tâm Ngân Hà phát ra Paschen-α. Các ngôi sao được nhắm tới là những ngôi sao được phát hiện từ khảo sát Paschen-α Trung tâm Ngân Hà của NICMOS/HST. V4998 Sagittarii là một trong những sao được quan sát và nó được gán một tên gọi khác là DWC2011 92.
Cuộc khảo sát gần đây nhất vào năm 2014, khi một nhóm quyết định nghiên cứu các LBV trong cụm Bộ Năm. Khối lượng của tinh vân của ngôi sao này được đo đạc là 6,2 M☉. Ngoài ra người ta cũng đo được nhiệt độ của ngôi sao và thấy nó bằng 12.000 K. Ngôi sao được định danh là LBV3 trong khảo sát đó, vì nó là LBV thứ ba trong nhóm Bộ Năm.

## Đặc điểm
Khối lượng cao của V4998 Sgr nén lõi của nó và tăng tốc phản ứng hợp hạch chủ yếu theo chu trình CNO dẫn đến độ sáng khoảng 4.000.000 L☉ và nhiệt độ 12.000 K. Nó nắm giữ một tinh vân phun trào lớn với đường kính ~ 0,8 parsec (~ 2,5 năm ánh sáng) và khối lượng 6,2 M☉. Vì các tinh vân với kích thước có thể so sánh với nó thường không tồn tại quá 10.000 năm, nên V4998 Sagittarii được cho là đã trải qua một vụ phun trào lớn từ 5.000-10.000 năm trước.
Ngôi sao này được dự đoán là cách xa cụm bùng nổ sao Bộ Năm khoảng 7 pc (23 năm ánh sáng), nằm ở hướng về trung tâm Ngân Hà. Cụm này chứa khoảng 100 sao loại O và vài sao Wolf-Rayet. Ngoài ra còn có 2 sao biến quang lam sáng khác bên cạnh V4998 Sagittarii là sao Súng Lục và qF362.

## Tiến hóa
Tỷ lệ mất khối lượng cao của sao này kết hợp với các phun trào của nó sẽ loại bỏ các lớp hydro của nó và làm lộ ra một lõi heli nóng. Nó sẽ tiếp diễn theo trình tự Wolf-Rayet. Cuối cùng nó sẽ bắt đầu hợp hạch các nguyên tố nặng trong lõi của nó, và khi phát triển được một lõi sắt lớn, ngôi sao sẽ tự sụp đổ vào trong và phát nổ như một siêu tân tinh loại Ib hoặc Ic. Tùy thuộc vào khối lượng bị mất trước vụ nổ siêu tân tinh, phần còn lại sẽ là sao neutron hoặc lỗ đen. Một lỗ đen được dự đoán cho các ngôi sao nặng nhất giống như ngôi sao này.